# IC 1491
IC 1491 — галактика типу S? (спіральна галактика) у сузір'ї Водолій.
Цей об'єкт міститься в оригінальній редакції індексного каталогу.